# Église de l'Exaltation-de-la-Croix de Tioumen
L'église de l'Exaltation-de-la-Croix ou église de l'Élévation-de-la-Sainte-Croix (en russe : Крестовоздвиженская церковь) est un édifice religieux orthodoxe et un monument remarquable de la ville de Tioumen, témoignage du style baroque sibérien en Russie.

## Histoire
La pose de la première pierre, rendue possible grâce aux dons des paroissiens, s'est déroulée sur le promontoire de Tioumen, le long de la rivière Toura en 1774. La consécration a eu lieu en 1791.
En 1837, est construit un mur d'enceinte avec deux portes d'accès. En 1873, dans l'enceinte sont construites des maisons destinées au clergé. Durant les années 1900, l'église peut compter sur des protecteur parmi les marchands et les paroissiens des environs. 
La paroisse comprend quatre villages de l'oblast de Tioumen. Le clergé se compose de prêtres et de lecteurs. À l'époque soviétique à partir des années 1920, l'église est fermée au culte. Les croix sont arrachées des coupoles et le bâtiment est utilisé pour des ateliers scolaires de formation agricole, pour la formation de volontaires de guerre et de police civile , pour un club de tir.

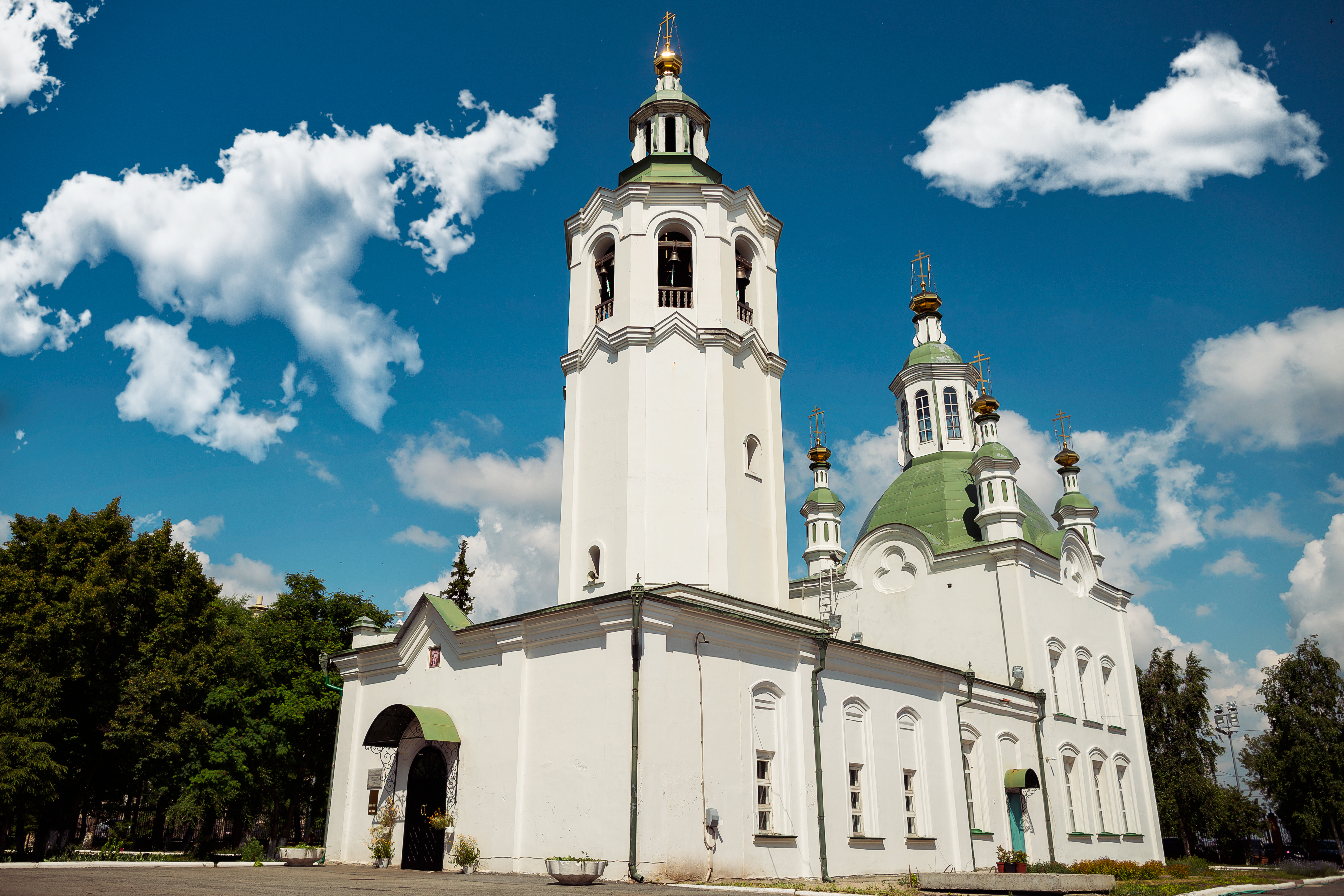
Église de l'Élévation-de-la-Sainte-Croix.

En 1993, l'église a été transférée à l'éparchie de Tobolsk et Tioumen et les offices liturgiques ont repris leur cours. Le bâtiment a été restauré et entouré d'une clôture en fonte. En août 1998, la consécration du bâtiment restauré a été réalisée sous la conduite d'Alexis II de Moscou, patriarche de Moscou et de toutes les Russies.
L'année 1995 est pour l'éparchie de Tioumen celle du renouveau de la vie monastique grâce au Monastère de la Sainte-Trinité de Tioumen et au séminaire de la ville qui a été remis en activité dès 1999 dans de nouveaux bâtiments.  

### Architecture
Les bâtiments de l'église sont de plan rectangulaire avec leur forme de réfectoire traditionnel surmonté d'un clocher. À celui-ci est adjoint le cube traditionnel des églises de style baroque sibérien. L'édifice est richement couronné par cinq dômes. La restauration importante réalisée au XIXe siècle, a entraîné la perte d'une partie de sa riche décoration baroque sibérienne.

### Statistiques
- 1895 — 1020 paroissiens (493 hommes, 527 femmes)
- 1897 — 997 paroissiens (471 hommes, 526 femmes)
- 1901 — 976 paroissiens (459 hommes, 517 femmes)
- 1913 — 955 paroissiens (443 hommes, 512 femmes)